# Carole Franck

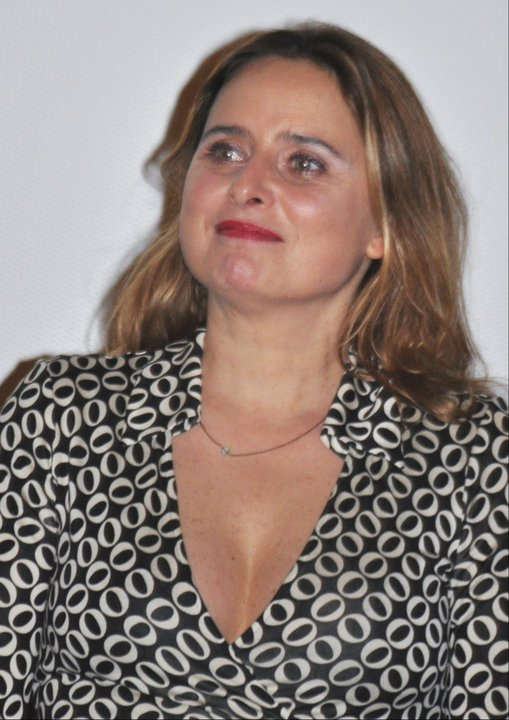
Carole Franck (2010)

Carole Franck ist eine französische Schauspielerin.

## Leben
Carole Franck studierte Schauspiel von 1988 bis 1991 an der École nationale supérieure des arts et techniques du théâtre. Bereits 1989 debütierte Franck in einer kleinen Nebenrolle als Maryse in der von Gérard Oury inszenierten Komödie Geheimauftrag Erdbeer Vanille an der Seite von Pierre Arditi und Sabine Azéma auf der Leinwand. Ihr Schaffen für Film und Fernsehen umfasst mehr als 90 Produktionen.

## Filmografie (Auswahl)
- 1989: Geheimauftrag Erdbeer Vanille (Vanille fraise)
- 1989: Milch und Schokolade (Romuald et Juliette)
- 1997: Julie Lescaut (Fernsehserie, 1 Folge)
- 2000: Voltaire ist schuld (La faute à Voltaire)
- 2003: L’Esquive
- 2005: L’auberge espagnole – Wiedersehen in St. Petersburg (Les poupées russes)
- 2006: Du & Ich (Toi et moi)
- 2006: Grenzgänger (Les Européens)
- 2006: Zwanzig Jahre wie ein Tag (Le bal perdu)
- 2006: Kommissar Navarro (Navarro; Fernsehserie, 1 Folge)
- 2007: Außer Kontrolle (Ravages)
- 2007: Couscous mit Fisch (La graine et le mulet)
- 2007: Tout est pardonné
- 2008: Rivals (Les liens du sang)
- 2008: Nicolas Le Floch (Fernsehserie, 1 Folge)
- 2009: Heute habe ich nicht getrunken (Un singe sur le dos)
- 2010: Der Name der Leute (Le nom des gens)
- 2011: Poliezei (Polisse)
- 2012: Liebe (Amour)
- 2012: La mer à boire
- 2013: Jung & Schön (Jeune & jolie)
- 2013: Eine ganz ruhige Kugel (Les invincibles)
- 2014: Der Hof zur Welt (Dans la cour)
- 2015: Im Gleichgewicht (En équilibre)
- 2015: Nur wir drei gemeinsam (Nous trois ou rien)
- 2015: Familie auf Rezept (Ange et Gabrielle)
- 2017: Au revoir là-haut
- 2020: Die purpurnen Flüsse (Les rivières pourpres; Fernsehserie, 2 Folgen)
- 2020: Plötzlich aufs Land – Eine Tierärztin im Burgund (Les vétos)
- 2020: Die Rolle meines Lebens (Garçon chiffon)
- 2024: Emmanuelle